# محوطه ۱ شکار چر
محوطه ۱ شکار چر مربوط به هزاره اول قبل از میلاد است و در شهرستان طالقان، روستای ورکش واقع شده و این اثر در تاریخ ۱۲ بهمن ۱۳۸۱ با شمارهٔ ثبت ۷۰۷۳ به‌عنوان یکی از آثار ملی ایران به ثبت رسیده است.